# Frederik Willem Conrad (1769-1808)

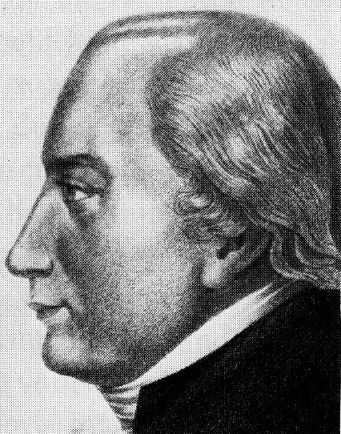
Frederik Willem Conrad

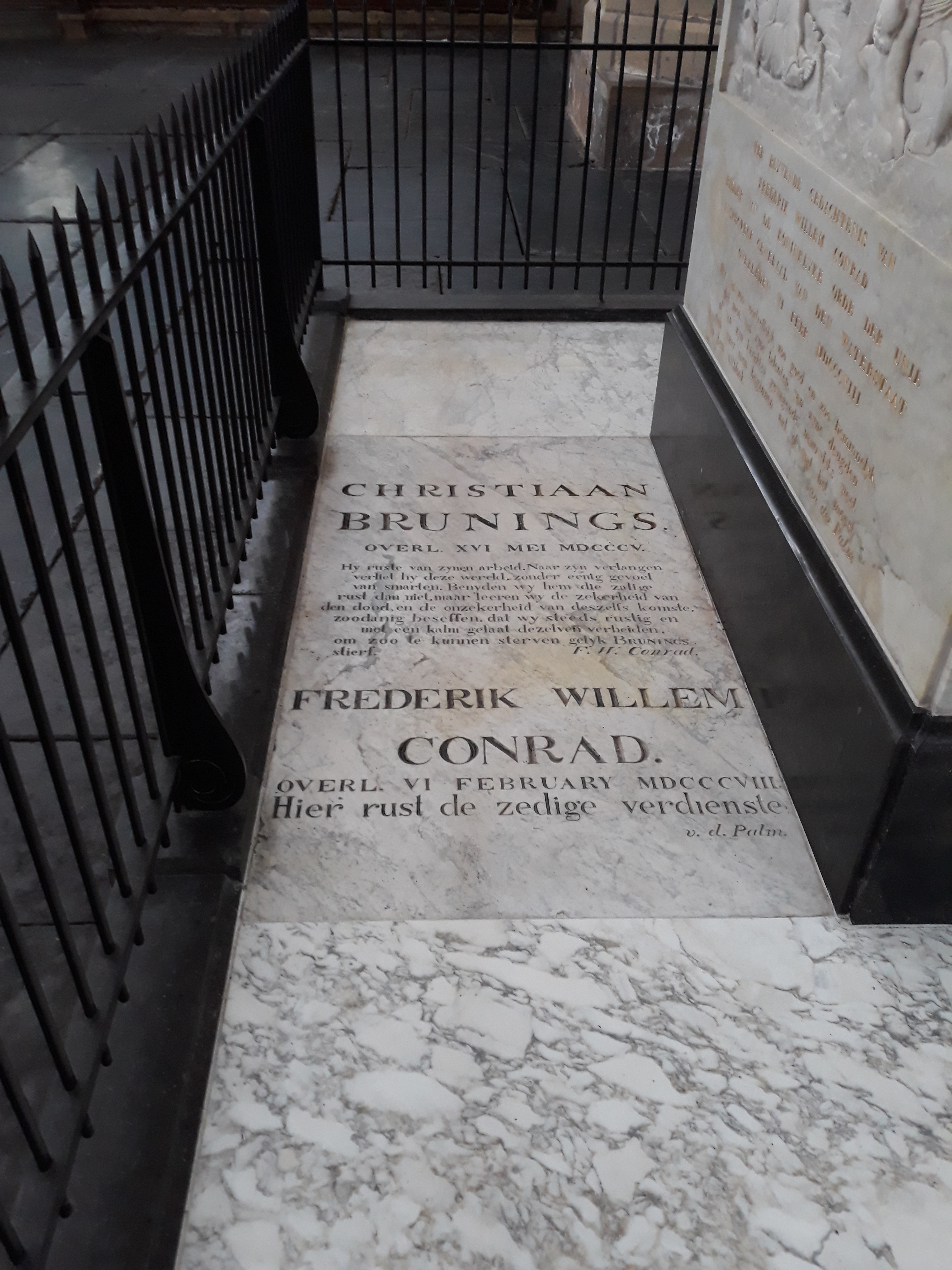
Het graf van Frederik Willem Conrad in de Grote of St.-Bavokerk te Haarlem.

Frederik Willem Conrad (Delft, 23 december 1769 - Halfweg, 6 februari 1808) was een Nederlands inspecteur-generaal van de Waterstaat, de organisatie, die in de tweede helft van de 19e eeuw de naam Rijkswaterstaat kreeg.

## Loopbaan
Conrads ouders waren onbemiddeld, hij werd bovendien al op negenjarige leeftijd wees. Op school was hij zeer bedreven in de wiskunde. Hij werd in 1787 te Sluis bij de genie aangesteld om toezicht te houden op de sluizenbouw, dijk- en rijswerken. In 1788 slaagde hij voor het examen voor adjunctlandmeter en verkreeg een aanstelling bij het Hoogheemraadschap van Rijnland. Hij kwam hierdoor te werken bij de toen al bekende waterbouwkundige Christiaan Brunings met wiens loopbaan de zijne nauw zou zijn verweven.

### Waterstaat
Toen in de nieuwe Bataafse Republiek alle diensten opnieuw georganiseerd werden kwam Conrad in 1796 voor de rivieren onder de onmiddellijke orders van adjunct-inspecteur-generaal Krayenhoff. Rijnland benoemde hem op verzoek van Brunings in november 1796 tot adjunct-generaal-opziener. Brunings werd op 24 mei 1798 president van de Waterstaat terwijl Conrad aan hem werd toegevoegd in de rang van commies. Hij voerde in die tijd grote sluis- en dokwerken uit ten dienste van de militaire verdediging van Hellevoetsluis. Ook kwam onder zijn leiding in 1798 een kaart tot stand van het Land van Heusden en Altena. In 1798 werd Conrad bovendien tot lid van een commissie voor de drooglegging van de Nieuwkoopse en Zevenhovense plassen, en een andere met betrekking tot de vervening van de Krimpenerwaard benoemd.
Bij de tweede reorganisatie van de Waterstaat, waarvan de benoemingen plaats hadden op 26 juli 1800, werd Brunings eerste commissaris-inspecteur en Conrad een der vijf commissarissen-inspecteur in de departementen Amstelland en Texel. In 1802 schreef hij een verhandeling over de Rijnlandse slaperdijk, een verlaagd dijkvak langs het IJ, die tot schade aan een groot deel van het Rijnland soms wel twee maal in een jaar overstroomde. Als gevolg van deze verhandeling werd het dijkvak opgehoogd. Bij een derde reorganisatie werd onder de directeur-generaal (weer Brunings) bij besluit van het Staatsbewind van 14 oktober 1803 een aantal inspecteurs aangesteld. Conrad werd toen inspecteur van 's lands zeehavens en zeegaten voor het tweede district, zijnde het Noorderkwartier van Holland. In 1804 werd aan Conrad het directeurschap van de aanleg van een uitwatering van Rijnland te Katwijk opgedragen. Hij had als ondergeschikten de ingenieurs  A. Blanken jz. en S. Kros. Dit voor die tijd moeilijke werk werd zo snel uitgevoerd dat het reeds in 1807 gereed was. Op 21 oktober van datzelfde jaar werd het door koning Lodewijk plechtig geopend. Op een steen in de gevel stond vermeld dat de Rijn dientengevolge weer naar zee stroomde. Dit denkbeeld bleef aanwezig in aardrijkskundige werken tot A.A. Beekman het aan de kaak stelde in zijn werk Nederland als polderland. In 1804 werd Conrad lid van het Bataafs Genootschap voor Proefondervindelijke Wijsbegeerte te Rotterdam, in 1805 van het Koninklijk Zeeuwsch Genootschap der Wetenschappen en in 1806 van het Provinciaal Utrechts Genootschap van Kunsten en Wetenschappen.
Toen Brunings op 15 mei 1805 plotseling overleed werd Conrad in zijn plaats tot generaal opziener van Rijnland benoemd, maar het duurde tot 20 januari 1807 eer hij ook zijn opvolger in rijksdienst werd. Waarschijnlijk was dit het gevolg van politieke omstandigheden, waarin Nederland in deze tijd verkeerde. Conrad verkreeg toen, bij de vijfde reorganisatie, de nieuw geschapen rang van inspecteur-generaal en stond dus op de leeftijd van 37 jaar aan het hoofd van het korps van Rijkswaterstaat. Een jaar na deze benoeming overleed hij na een kortstondig ziekbed aan roodvonk. Zijn werkzaamheden werden voortgezet door twee ambtgenoten.

## Familie
Conrad had drie zoons, die ook waterstaats-ingenieur werden: Jan Willem Conrad (1795-1853), Martinus Hendrik Conrad (1798-1854) en Frederik Willem Conrad (1800-1870). Zij hadden hun plaats bij de waterstaatdienst indirect aan hun vader te danken. Na diens overlijden in 1808 besloot koning Lodewijk Napoleon dat de jongens op staatskosten voor dienst bij de waterstaat zouden worden opgeleid. Twent van Raaphorst, die kort daarop de eerste minister van Waterstaat zou worden trad op als een soort voogd voor de kinderen van Conrad. De voogdij werd verder uitgeoefend door Adrianus François Goudriaan. De gebroeders Conrad bekleedden later in de negentiende eeuw de hoogste posities binnen de waterstaatsdienst en genoten veel maatschappelijk aanzien.
Een kleinzoon, (zoon van Jan Willem), Jan Frederik Willem Conrad (1825-1902) was inspecteur van de waterstaat. Een dochter van Jan Frederik Willem Conrad trouwde met Ph.W. van der Sleijden, hoofdingenieur van de Waterstaat en later minister van Waterstaat.
- Biografisch Portaal: 07098434
- Digitale Bibliotheek voor de Nederlandse Letteren: conr011
- Gemeinsame Normdatei: 1037378377
- International Standard Name Identifier: 0000 0003 9686 354X
- Nederlandse Thesaurus van Auteursnamen: 069777322
- Virtual International Authority File: 291798880
- WorldCat: E39PBJp9pHRrxJFkMqttcQ3bBP